# UFC 83
UFC 83: Serra vs. St-Pierre 2 fue un evento de artes marciales mixtas celebrado por Ultimate Fighting Championship el 19 de abril de 2008 en el Bell Centre, en Montreal, Quebec, Canadá.

## Historia
El evento en esta fecha fue originalmente programado para ser llamado UFC 84, pero a raíz de la cancelación de una programada tentativamente el 8 de marzo de 2008 en Inglaterra, el título del evento fue cambiado a UFC 83 en su lugar.
Varios luchadores canadienses prominentes se establecieron para competir, incluyendo Kalib Starnes, Mark Bocek, Jason MacDonald, Sam Stout, Jason Day y Jonathan Goulet. Patrick Côté fue programado para pelear también, pero se vio obligado a retirarse después de sufrir una lesión en un accidente de resbalón y caída.
El evento principal fue una revancha entre Matt Serra y Georges St-Pierre de su pelea en UFC 69, Serra había ganado. Los dos peleadores intercambiaron duras palabras a través de los medios de comunicación después de esa pelea, lo que llevó a una revancha. St-Pierre cito asuntos personales de la pérdida. Dijo que su padre estaba gravemente enfermo, y que su primo de 17 años de edad, había muerto en un accidente de tráfico en la época de la primera pelea. St-Pierre afirmó entonces que sólo aceptó la pelea con Serra porque pensaba que podría "fácilmente derrotar a este tipo". Serra tomó excepción a estos comentarios y respondió en una entrevista radial posterior llamando a St-Pierre "Frenchy", diciéndole "vete a beber un poco de vino tinto y ve a ver un partido de hockey".

## Resultadoss

### Tarjeta preliminar
- Peso wélter: Jonathan Goulet vs. Kuniyoshi Hironaka

Goulet derrotó a Hironaka via TKO (golpes) en el 2:07 de la 2ª ronda.
- Peso pesado: Caín Velásquez vs. Brad Morris

Velasquez derrotó a Morris via TKO (golpes) en el 2:10 de la 1ª ronda.
- Peso ligero: Sam Stout vs. Rich Clementi

Clementi derrotó a Stout via decisión dividida (29–27, 28–29, 29–28).
- Peso medio: Jason MacDonald vs. Joe Doerksen

MacDonald derrotó a Doerksen via TKO (codazos) en el 0:56 de la 2ª ronda.
- Peso medio: Demian Maia vs. Ed Herman

Maia derrotó a Herman via sumisión (triangle choke) en el 2:27 de la 2ª ronda.
- Peso medio: Jason Day vs. Alan Belcher

Day derrotó a Belcher via TKO (golpes) en el 3:58 de la 1ª ronda.

### Tarjeta principal
- Peso ligero: Mark Bocek vs. Mac Danzig

Danzig derrotó a Bocek via sumisión (rear-naked choke) en el 3:48 de la 3ª ronda.
- Peso medio: Kalib Starnes vs. Nate Quarry

Quarry derrotó a Starnes via decisión unánime (30–26, 30–27, 30–24). La tercera anotación marca el segundo récord en un punto más ancho, en una pelea de tres rondas en la historia de UFC, el registro pertenece a un combate entre Forrest Petz y Sammy Morgan, que se anotó 30-23 a favor de Petz por un juez.
- Peso medio: Michael Bisping vs. Charles McCarthy

Bisping derrotó a McCarthy via TKO (lesión en el brazo) en el 5:00 de la 1ª ronda.
- Peso medio: Rich Franklin vs. Travis Lutter

Franklin derrotó a Lutter via TKO (golpes) en el 3:01 de la 2ª ronda.
Campeonato Wélter: Matt Serra (c) vs. Georges St-Pierre (ci)
St-Pierre derrotó a Serra via TKO (rodillazos) en el 4:45 de la 2ª ronda para ganar el campeonato indiscutido de peso wélter.

## Premios extra
Cada peleador recibió un bono de $75.000
- Pelea de la Noche: Jonathan Goulet vs. Kuniyoshi Hironaka
- KO de la Noche: Jason MacDonald
- Sumisión de la Noche: Demian Maia